# Sports Party ただいま夢中!
『Sports Party ただいま夢中!』（スポーツパーティー ただいまむちゅう）は、1999年4月3日から同年9月25日までフジテレビ系列で放送されていたスポーツバラエティ番組である。関西テレビとイーストの共同制作。全25回。MIZUNOの一社提供。放送時間は毎週土曜 23:00 - 23:30 （日本標準時）。

## 概要
司会のTOKIOが野球やサッカー、スポーツカイトやウインドサーフィンなど、毎週ありとあらゆるスポーツ&スポーツライクな遊びの中から1つをセレクトし、ゲストとともに様々なスポーツを心行くまで体験する模様を放送していた深夜番組。番組スタート時のキャッチコピーは「アソビでキメル。」。初回のゲストはビートたけしだった。放送終了後、同じ制作会社でのスポーツバラエティー「S-FIELD」に引き継ぐ。

## スタッフ
- 技術協力：ニューテレス、FLT、RVC、メディアハウス
- 美術協力：アックス
- 制作：関西テレビ、イースト